# ナタリア・メンチンスカヤ
ナタリア・アレクサンドロヴナ・メンチンスカヤ（ロシア語: Наталья Александровна Менчинская, ラテン文字転写:  Nataliya Alexandrovna Menchinskaya 、1905年1月15日- 1984年7月6日）は、ソビエト連邦の心理学者。専門は教育心理学。

## 生涯
ヤルタ出身。クリミア教育学研究所卒業後、第二モスクワ州立大学の大学院で研究。モスクワ心理学研究所へ。算数教科教育法、子どもの精神発達過程、学習遅滞の回復方法等を実験主義に基づいて研究した。ウシンスキー賞を受賞している。

## 業績
第18回国際心理学会（1966年、於モスクワ）でのメンチンスカヤによる問題提起は、同席しているブルーナーの「いかなる発達段階にあるいかなる児童でも、教材が児童の発達に応じて提示されれば、どのような教材でも習得される」という命題を修正するものであった。ここでブルーナー論が知識習得の年齢的な可能性の無限性に傾斜するのに対し、むしろ習得の有限性に注意すべきであるとした。
教授＝学習の最終的な結果は外的要因と内的要因によって規定される。この両者の輻湊ではなく、両者の統一の理論をメンチンスカヤはルビンシュテインの研究に基づいて前提とする。ここではつねに「外的な要因は内的な要因を通して屈折される」と考えられる。
教授＝学習の過程における発達の二つの面すなわち巨視的な面と微視的な面を区別する。教授＝学習過程における発達、つまりある一つの年齢段階から次の段階へと移行する際の発達が巨視的な面。同一の年齢段階で、何らかの知識を獲得する過程で生じた変化を問題にする場合が微視的な面である。これら二つの面の発達の水準を特徴づけているパラメータ（変数）の間には共通である点と互いに異なる点とがある。
モスクワの心理学研究所の学習研究室での知識習得過程の研究は、知識習得の多様な方法は、知識そのものの性質や、それらを感性的に具現化することができるか否かに依存していることを明らかにした。児童は、知識習得の過程で、感性的具現化が不可能であることが判った場合、まず初め、実際に、概念の構造の一般的な図式や、その概念を構成している諸特質を弁別する原理を習得する。その後になってはじめて、具像化（すなわち、より具体的な特徴の関係を明らかにすること）によって、その内容を獲得するのである。
また、同研究室での研究資料に基づき、外的行為から頭の中で行う操作への移行つまり行為の「内面化」は発達の一つの側面にすぎず、その反対の抽象的な思想を活動や生産物の中に具体化する思想の「外化」にも注目すべきであるとメンチンスカヤは提案した。この「外化」は創造的活動の場合にだけ起こるのではなく、知識を実践に応用する広くいきわたった日常的な過程、学習においても、人々の職業上の活動においてもみられるものである。
外化の場合には、より具体的な操作、あるいは対象を伴っている行為さえも、解決の過程を容易にする支えとして現れるのではなく、逆に、解決を複雑にする要素として現れてくる。しかも、時にはかなり重要な妨害要素となる。外的なものから内的なものへの移行という概念形成の際に、正の抽象操作と分かちがたく結びついていた負の抽象操作が、この場合には特別の意義を獲得する。
メンチンスカヤの業績の日本への紹介は、主に著作の翻訳を通してなされている。邦訳『算数教育の心理』では、ロシア数学教育史の部分を除く主要部分が紹介されている。ここでは、エドワード・ソーンダイクをはじめとする諸外国における算数教育の先行研究が批判的に検討され、算数教育の心理学の新たな研究方法の開発、就学前の子どもたちにおける初歩的概念の形成、勘定と計算過程の心理、応用問題解決の心理、算数教育の過程における生徒の個人差などの課題が考察されている。なお、著者自身の娘ナターシャと息子サーシャに対する観察記録も参考事例に用いられている。また、邦訳『ソビエト学習心理学』（ボゴヤブレンスキーとの共著）のメンチンスカヤ執筆部分では、知識習得の心理の研究方法、知識習得の過程における生徒の個人差が再論されている。原著の出版に４年の差があることもあり、また、研究者としての意識は、算数教育に留まらず一般論としての教育と学習との相互関係に対してもさし向けられていることもあり、当時のソビエト教育学の到達している算数教育研究のレベルを両者をあわせ読むことで把握することができる。
なお、学習心理学について、1959年にはじまる数年間に知識習得過程の分析単位を「連合」に置くメンチンスカヤらのグループと「知的行為」形成の段階に注目するガリペリン、レオンチェフらのグループの間に「知的行為」の形成の理論に関する論争があった。

## 論文
- 「ロシア研究者の日記による子どもの思考発達の諸問題」1941年
- 「応用問題解決の際の知的活動」1946年
- 「学童による知識習得の過程における言葉と像の相互関係」1954年
- 「教科書に対する心理学的要求」1955年
- 「算数の授業における論理的思考の発達」1956年
- 「ソビエトの学習心理学」1957年
- 「教授＝学習と精神発達」1966年（邦訳、天野清訳、明治図書出版『ソビエト教育科学』第27号1966年）

## 著書
- 『学童における演算の発達』1934年
- 『子どもの発育日誌』1948年
- 『算数教育の心理学概要』1950年
- 『知識習得の心理学』（編集）1954年
- 『算数教育の心理学』1955年（邦訳、柴田義松・三宅信一共訳、明治図書出版、1962年）
- 『子どもの精神発達－母親の日記』1957年[1]
- 『学校での学習心理学』1959年（ボゴヤブレンスキーと共著）（邦訳、『ソビエト・学習心理学－効率的知識習得の研究－』駒林邦男訳、明治図書出版、1962年）
- 『認識論と弁証法の構成部分としての子どもの知的発達の研究によせて』1970年（マルコワ、マチューシュキン、ムーヒナと共著）（邦訳、松野豊・足立自朗共訳、ソビエト心理学研究会『ソビエト心理学研究』第11号1971年）